# Otrzep
Otrzep (niem. Friedrichshorst) – wieś sołecka w Polsce położona w województwie zachodniopomorskim, w powiecie drawskim, w gminie Wierzchowo. W latach 1975–1998 miejscowość administracyjnie należała do województwa koszalińskiego. W roku 2007 wieś liczyła 68 mieszkańców. 

## Geografia
Wieś leży ok. 10 km na południowy wschód od Wierzchowa.